# Aéroport régional de Ta'if
L'aéroport régional de Ta'if est un aéroport civil qui dessert la ville de Taïf (sud ouest de l'Arabie saoudite).

## Compagnies et destinations
- Flydubai : Dubai, au 15 février (2012 ?)
- Gulf Air : Bahrain, au 15 février (2012 ?)
- Nas Air : Dammam, Kuwait, Riyadh
- Nesma Airlines : Cairo
- Nile Air : Cairo
- Saudi Arabian Airlines : Abha, Dammam, Riyadh

## Statistiques
Pour des raisons techniques, il est temporairement impossible d'afficher le graphique qui aurait dû être présenté ici.

Voir la requête brute et les sources sur Wikidata.